# Acid2

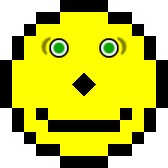
Так должен выглядеть правильно обработанный тест

Acid2 — пробная страница, предназначенная для проверки веб-браузеров сети Интернет на соответствие определенных стандартов. Acid2 — усовершенствованная версия теста Box Acid Test, также известного как Acid1, разработанного в 1997 году.

## История

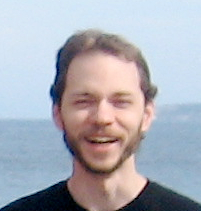
Ян Хиксон, автор теста

Ян Хиксон, веб-разработчик компании Google, и Ли, Хокон Виум, главный инженер (CTO) компании Opera Software и автор технологии CSS, создали первый черновик страницы Acid2 в феврале 2005 года. Тест Acid2 был впервые публично анонсирован 16 марта 2005 года в новостной статье CNET, автором которой был Хокон Виум Ли. В статье Ли бросил вызов компании Microsoft, новая версия браузера которой (Internet Explorer 7) должна была скоро появиться на рынке. Ли усомнился, что браузер сможет пройти их тест.
Ян Хиксон работал над кодом теста совместно с Web Standards Project и обширным веб-сообществом. Официально тест вышел 13 апреля 2005 года, и, на момент выхода теста, ни один браузер не смог его полностью пройти.
В июле 2005 года Крис Уилсон, архитектор платформы IE, назвал Acid2 «списком пожеланий» и отметил, что, хотя его прохождение важно для Microsoft, во время разработки IE 7 такая задача не ставилась. Однако позже Microsoft включилась в состязание с другими разработчиками и в Internet Explorer 8 появилась поддержка Acid2.
23 апреля 2005 года была исправлена ошибка, из-за которой рот смайлика отображался слишком близко к носу. После ряда жалоб разработчики ещё раз обновили код теста в январе 2006 года, на этот раз исключив проверку на SGML-комментарии, которые практически никогда и никем не используются.

## Условия прохождения теста
Результатом теста считается только результат, полученный в браузере с настройками по умолчанию. Изменения размера шрифта, увеличение, применение пользовательских таблиц стилей может привести к неправильному отображению теста. Подразумевается, что это не имеет отношения к соблюдению браузером стандартов.
Следующие настройки и действия пользователя делают тест недействительным:
- Скроллинг;
- Изменение размеров окна браузера;
- Масштабирование видимой части;
- Отключение изображений;
- Использование следующих настроек Opera: Fit to width и Small-Screen Rendering;
- Применение пользовательских шрифтов, цветов, таблиц стилей и прочего;
- Пользовательские или Greasemonkey-скрипты.

## Прохождение теста веб-браузерами

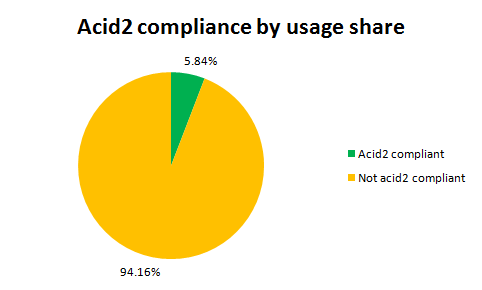
По статистике за май 2008 года, приблизительно 94 % веб-браузеров не проходят тест Acid2.

- Safari, Konqueror и другие браузеры на движке KHTML: 4 июня 2005[16]
- iCab: 7 июня 2005[17]
- Opera: 10 марта 2006[18][19]
- Mozilla Firefox: 11 апреля 2006[20] (на отдельной «reflow»-ветви). Впервые в ночной сборке Firefox «3.0a1»[21] 8 декабря 2006[22]
  - Во время выхода Firefox 3.0b2 в декабре 2007 года тест на сайте webstandards.org был испорчен (на сайте разработчика он был работоспособным), в результате чего многие посчитали, что Firefox (и другие браузеры, кроме IE8) перестал проходить тест.
- Internet Explorer: версия IE8b1 прошла Acid2.[10]
- Hv3 и другие браузеры на движке tkhtml3: начиная с версии alpha10[23]

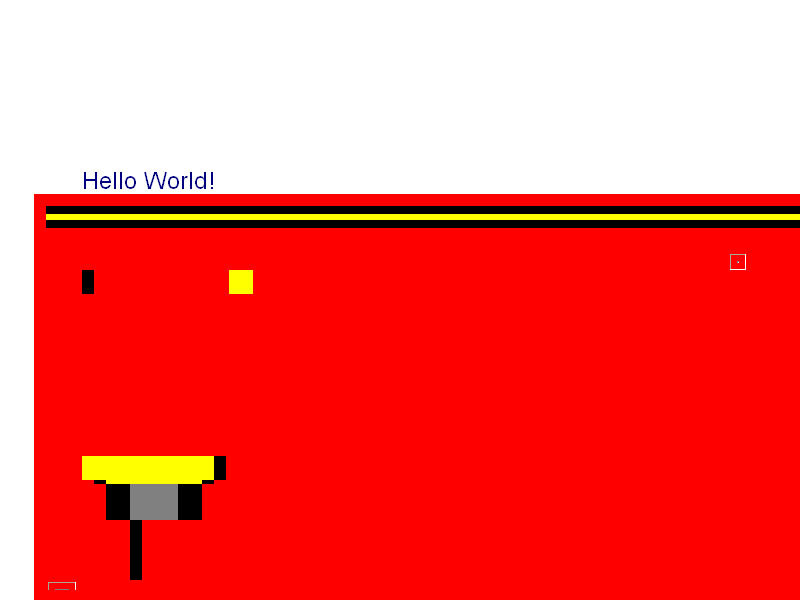
Internet Explorer 6.0
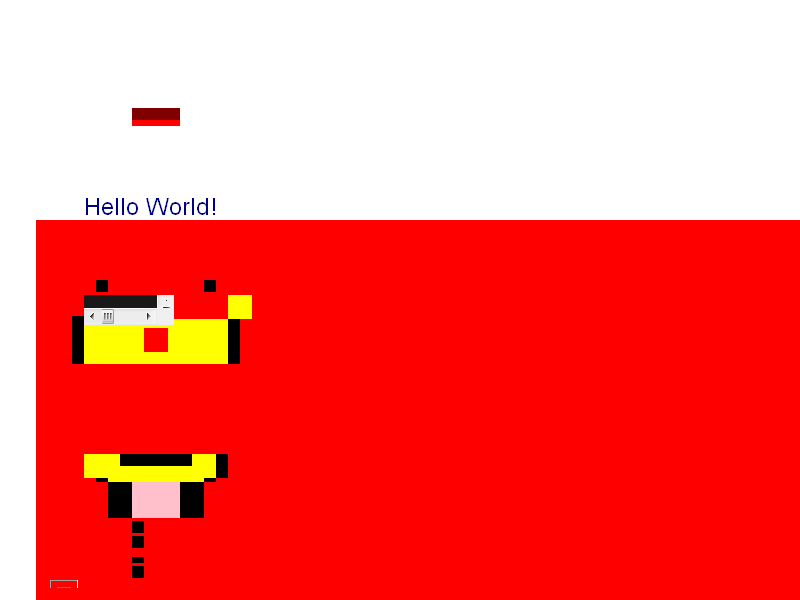
Internet Explorer 7.0
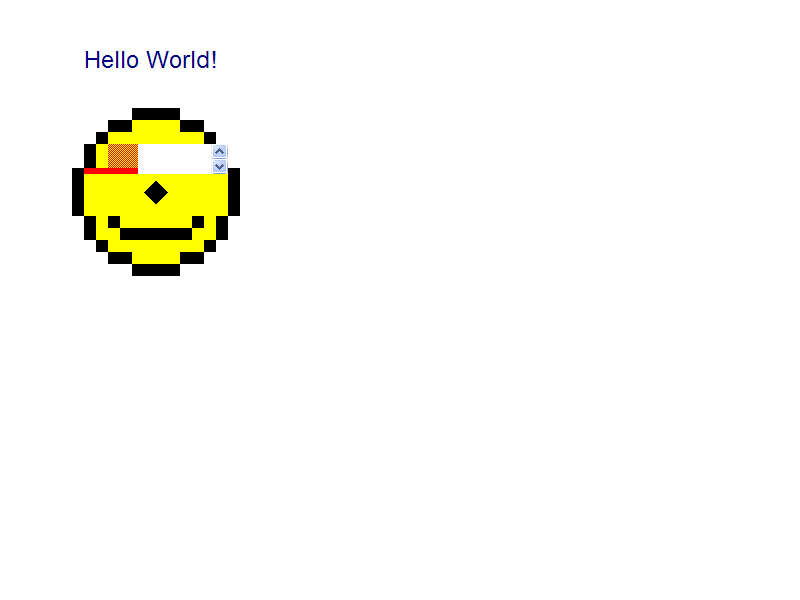
Internet Explorer 8 Beta 1 (копия теста Acid2, не webstandards.org)
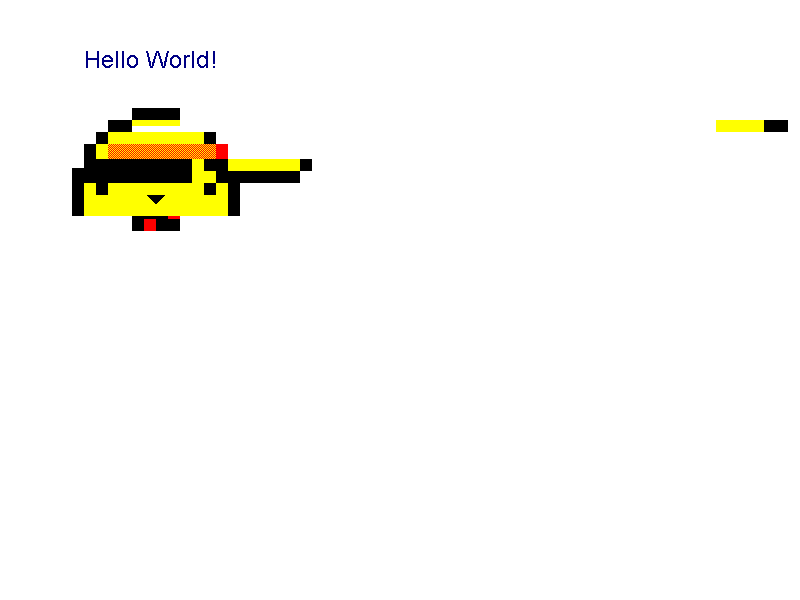
Mozilla Firefox 1.0, Mozilla 1.7.13 и Netscape 7.2
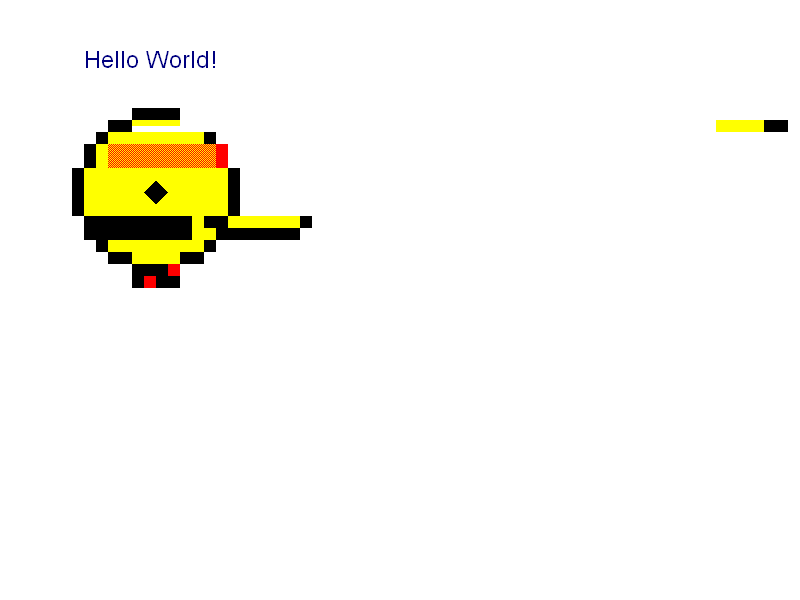
Mozilla Firefox 1.5 и 2.0
Mozilla Firefox 3.0
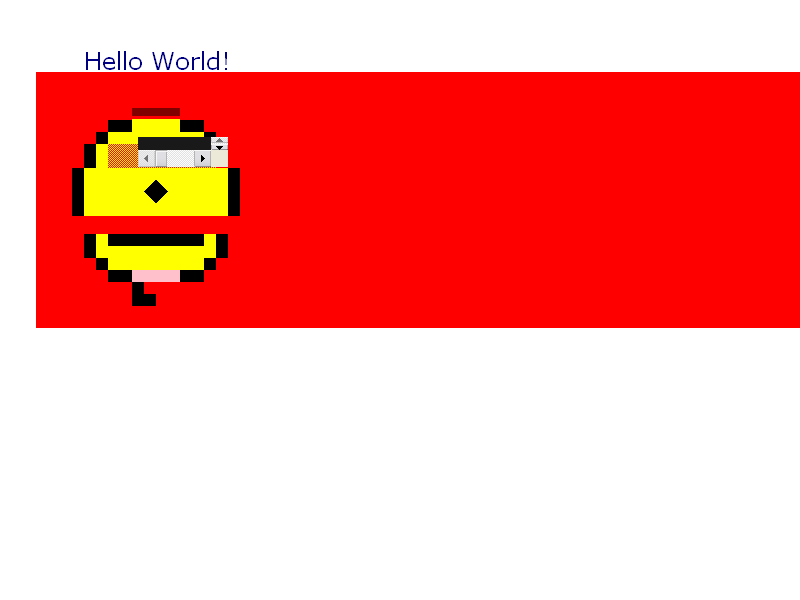
Opera 8.0
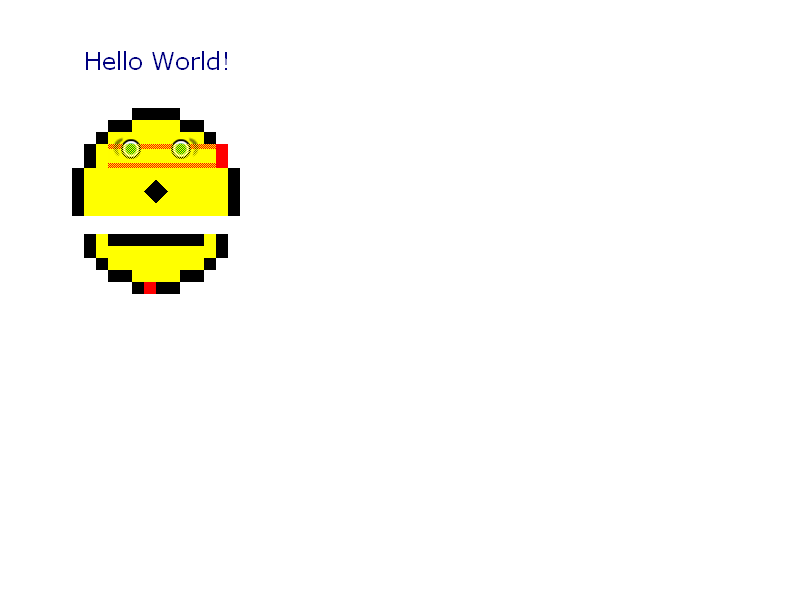
Opera 8.54
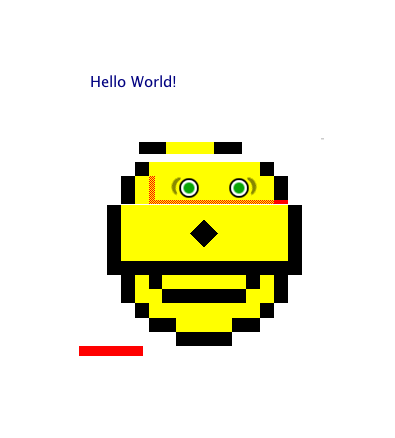
Opera Mini 4
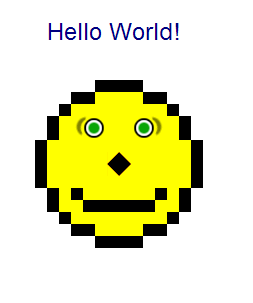
Google Chrome 0.2.149.27
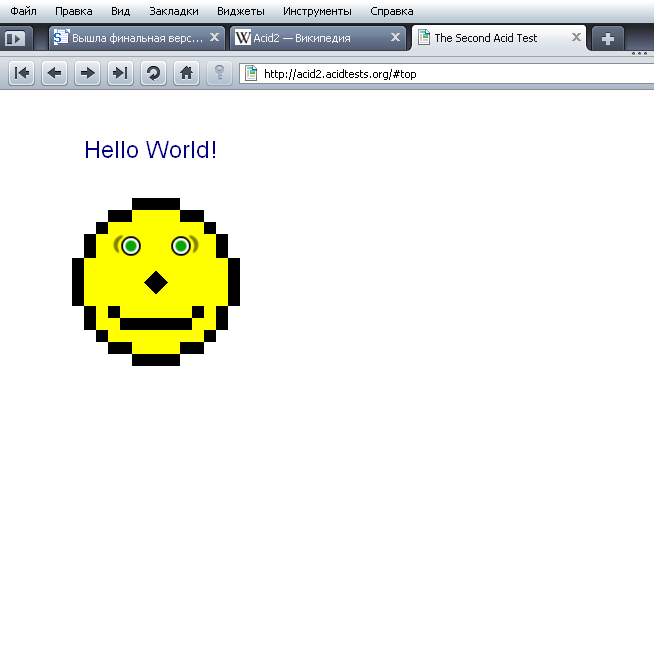
Opera 10.00.1750
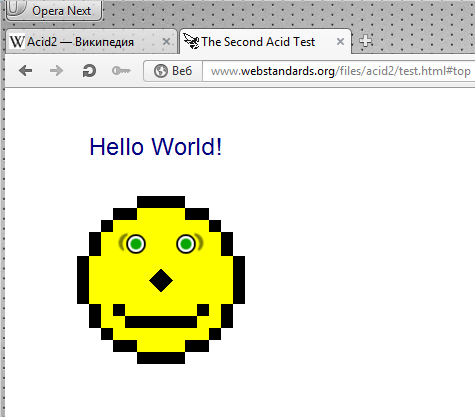
Opera Next 12.15

### Хронология прохождения теста веб-браузерами
В таблице приведены наиболее важные сборки, успешно прошедшие тест.
| Дата             | Браузер                            | Тип сборки                    | Примечания |
| ---------------- | ---------------------------------- | ----------------------------- | --- |
| 27 апреля 2005   | Safari                             | неопубликованная сборка       | |
| 18 мая 2005      | iCab                               | неопубликованная сборка       | Сборка была доступна 20 мая 2005 года зарегистрированным пользователям iCab. |
| 4 июня 2005      | Konqueror                          | неопубликованная сборка       | |
| 6 июня 2005      | iCab                               | опубликованная сборка         | This version of iCab displays a scrollbar on the viewport. Although some state that a correctly rendered test should not have a scrollbar, that feature is not part of the test, and merely a way to prevent the user from scrolling. |
| 7 июня 2005      | Safari                             | опубликованный исходный код   | WebKit, the underpinnings of Safari, was made open source on June 7, 2005. When Safari was run with this latest version of WebKit, it passed the Acid2 test.                                                                          |
| 31 октября 2005  | Safari 2.0.2                       | официальный релиз             | В составе Mac OS X 10.4.3. Первый официальный браузер, успешно прошедший тест. |
| 29 ноября 2005   | Konqueror 3.5                      | официальный релиз             | Первый Linux-совместимый браузер прошедший тест, за исключением сокрытия полосы прокрутки. |
| 7 декабря 2005   | Prince 5.1                         | официальный релиз             | Первая программа, не являющаяся браузером, которая прошла тест. |
| 10 марта 2006    | Opera                              | еженедельная доступная сборка | Первый Windows-совместимый браузер, прошедший тест, а также первый Linux-совместимый браузер, полностью прошедший тест. Бета-версия, опубликованная 20 апреля, также успешно его проходит.                                            |
| 28 марта 2006    | Konqueror 3.5.2                    | официальный релиз             | Несмотря на то что тест проходили и предыдущие релизы, его полнота была под вопросом из-за остававшихся на экране полос прокрутки. Эта версия их не показывает.                                                                       |
| 12 апреля 2006   | Mozilla Firefox                    | «еженочная» доступная сборка  | Ночные сборки с кодом из ветки «reflow branch», которые были отделены от основной разрабатываемой ветви («trunk») Gecko 1.9/Firefox 3.0 и были слиты вместе назад в trunk, 8 декабря 2006.                                            |
| 24 мая 2006      | Opera Mobile                       | неопубликованная сборка       | Первый браузер для мобильных устройств, прошедший тест. |
| 20 июня 2006     | OmniWeb 5.5 beta 1                 | опубликованная сборка         | OmniWeb switches its rendering engine to WebKit, the same rendering engine used in Safari which already passed the Acid2 test |
| 20 июня 2006     | Opera 9.0                          | официальный релиз             | |
| 4 июля 2006      | Obigo Browser                      | неопубликованная сборка       | Второй мобильный браузер, прошедший тест. |
| 17 августа 2006  | iCab 3.0.3                         | официальный релиз             | Первый публичный релиз, в котором не отображаются полосы прокрутки. |
| 6 сентября 2006  | OmniWeb 5.5                        | официальный релиз             | |
| 8 декабря 2006   | Mozilla Firefox, Camino, SeaMonkey | «еженочная» доступная сборка  | Firefox 3 reflow-refactoring branch lands on main Gecko trunk. Firefox/Camino/SeaMonkey trunk builds now pass Acid2, barring other regressions.                                                                                       |
| 11 апреля 2007   | Internet Channel                   | официальный релиз             | |
| 24 октября 2007  | Prism 0.8                          | опубликованная сборка         | |
| 19 декабря 2007  | Internet Explorer 8                | неопубликованная сборка       | |
| 5 марта 2008     | Internet Explorer 8 Beta 1         | опубликованная сборка         | Этот релиз успешно проходит тест на странице по адресу www.webstandards.org, но не проходит его на webstandards.org и на официальной тестовой странице acid2.acidtests.org.                                                           |
| 16 сентября 2008 | Internet Explorer 8 Beta 2         | опубликованная сборка         | Этот релиз успешно проходит тест на любом сайте. |
| 17 июня 2008     | Mozilla Firefox 3.0                | официальный релиз             | |

## ACID3

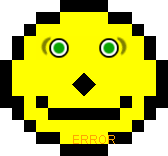
«Смайлик» в первой версии теста Acid2. Из-за ошибки в программе рот находится слишком близко к носу и присутствует сообщение об ошибке.

30 января 2008 года Ян Хиксон, ныне работник Google, сообщил об официальном релизе ACID3. ACID3 осуществляет проверку 100 вероятно уязвимых мест в HTTP, HTML, CSS, ECMAScript, SVG и XML, а также проверяет работу с DOM.
Все версии тестов и новости проекта теперь доступны на официальном сайте тестов ACID.

## Интересные факты
- Бета-версии Opera 9 содержали «пасхальное яйцо» — при запуске теста Acid2 жёлтый смайлик через некоторое время начинал отслеживать глазами указатель. Если после этого на него кликнуть, появлялось сообщение JavaScript «Because just passing is not enough ;)» («Потому что простого прохождения недостаточно ;)»).[57] Это стало возможным благодаря изменению кода теста с помощью файла настройки browser.js. Изменённый код доступен в виде отдельного файла на языке User JavaScript.[58] В новых версиях браузера Opera этого «пасхального яйца» не было обнаружено.